# Mako Sakurai
Mako Sakurai, nota anche con lo pseudonimo di MAKO (桜井 真子?, Sakurai Mako; Tokyo, 7 ottobre 1986), è una doppiatrice giapponese di anime e videogiochi, nota come voce originale di Natsu Dragonil da bambino nella serie Fairy Tail e di Ryōna nella serie Senran Kagura.
È anche una cantante e ha fatto parte del gruppo musicale Bon-Bon Blanco, dove suonava le maracas. Nel 2006 ha recitato come attrice protagonista nella serie Maid in Akihabara.

## Doppiaggio

### Anime
- Kamichu! (2005): Karen
- School Rumble ni gakki (2006): Yurie
- Kannagi: Crazy Shrine Maidens (2008): Lolikko
- Fairy Tail (2009 – 2016): Natsu
- Jewelpet Twinkle (2010 – 2011): Angela, Charlotte
- Koe de oshigoto! (2010 – 2011): Kanna
- C3 (2011): Amanda
- Kono naka ni hitori, imōto ga iru! (2012): Shiga
- Natsuiro kiseki (2012): Yūsuke
- Saki Achiga-hen episode of side-A (2012): Yū
- My Love Story!! (2015): Misaki
- Senran Kagura: Estival Versus - Mizugi-darake no zen'yasai (2015): Ryōna
- Tsukiuta (2016): Ai

### Drama-CD
- Denkigai no hon'ya-san (2013): Fu Girl

### Videogiochi
- Ciel Nosurge (2012): Nelico
- Ar nosurge: Ode to an Unborn Star (2013): Nelico
- Corpse Party: Book of Shadows (2013): Sayaka
- Senran Kagura: Shinovi Versus (2013): Ryōna
- Love Tore: Bitter (2013): Ruka
- Saki Achiga-hen episode of Side-A Portable (2013): Yū
- Corpse Party: Blood Drive (2014): Sayaka
- Senran Kagura: Bon Appétit! (2014): Ryōna
- Saki Zenkoku-hen (2015): Yū
- Senran Kagura: Estival Versus (2015): Ryōna
- Senran Kagura: Peach Beach Splash (2017): Ryōna
- Senran Kagura Reflexions (2017): Ryōna
- Shinobi Master Senran Kagura: New Link (2017): Ryōna
- Senran Kagura Burst Re:Newal (2018): Ryōna
- Senran Kagura: Peach Ball (2018): Ryōna
- Code Vein (2019): Giocatrice
- Kandagawa Jet Girls (2020): Ryōna